# 藤井留美
藤井 留美（ふじい るみ、1964年2月29日 - ）は、日本の翻訳家。

## 来歴
広島県出身。上智大学外国語学部ポルトガル語学科卒業。25歳から翻訳を開始し、『話を聞かない男、地図の読めない女』をベストセラーにした。ノンフィクションを中心に、男女論、ナショナルジオグラフィックなど、一般向け著作を翻訳する。
翻訳家鈴木主税が主宰していた翻訳グループ「牧人舎」に所属。

## 翻訳
- 『アール・デコ 20世紀の夜明けを飾った華麗な様式』（アリー・ヴァン・レム、美術出版社、BSSアートガイド） 1989.11
- 『人質ビジネス 極限のネゴシエーション』（ジェームズ・マーチ、心交社） 1990.11
- 『1920-30年スタイル  モダンスタイルの原形を生み出した時代と人々』（マイケル・ホーシャム、美術出版社、BSSアートガイド） 1991.6
- 『インドネシア群島紀行 1万3677の島々で』（チャールズ・コーン、心交社、世界紀行冒険選書） 1992.12
- 『キングズ・オブ・コカイン コロンビア・メデジン・カルテルの全貌』（ガイ・グリオッタ、ジェフ・リーン、草思社） 1992.5
- 『パキスタンの旅 海岸から最奥地まで』（ジェフリー・ムーアハウス、心交社、世界紀行冒険選書） 1992.1
- 『Marilyn もうひとりのマリリン・モンロー』（スーザン・バーナード編、同朋舎出版） 1993.12
- 『日本のソフトウェア戦略 アメリカ式経営への挑戦』（マイケル・A・クスマノ、富沢宏之共訳、三田出版会） 1993.2
- 『オードリー・ヘプバーン』（ダイアナ・メイチック、福武書店） 1994.12
- 『特別指名手配』（タイム・ライフ編、同朋舎出版、True crimeシリーズ） 1995.8
- 『ゲイの市長と呼ばれた男 ハーヴェイ・ミルクとその時代』（ランディ・シルツ、草思社） 1995.1
のち改題 『Milk』（祥伝社文庫）
- 『最後の逃亡者 ロナルド・ビッグズ自伝』（ロナルド・ビッグズ、同朋舎出版） 1995.2
のち改題『大列車強盗の痛快一代記』（扶桑社）
- 『世界殺人者名鑑』（タイム・ライフ編、大野晶子共訳、同朋舎出版、True crimeシリーズ） 1996.4
- 『非常事態』（ローラ・ヴァン・ウォーマー、ハーレクイン） 1996.6
- 『ヒトラー最期の日 50年目の新事実』（エイダ・ペトロヴァ、ピーター・ワトソン、原書房） 1996.10
- 『マイケル・ジャクソン 今世紀最大のポップスターの悲劇と真実』（クリストファー・アンダーセン、ベネッセコーポレーション） 1996.3
- 『数秘術 人生を決める数字の神秘』（ロッドフォード・バラット、河出書房新社、聖なる知恵入門シリーズ） 1996.6
- 『経度への挑戦 一秒にかけた四百年』（デーヴァ・ソベル、翔泳社） 1997.7
のち角川文庫
- 『うつ病と闘ったある少女の物語』（トレーシー・トンプソン、大和書房） 1997.10
- 『利己的なサル、他人を思いやるサル モラルはなぜ生まれたのか』（フランス・ドゥ・ヴァール、西田利貞共訳、草思社） 1998.1
- 『ハワイアン・リラックス 生きる喜びの処方箋』（ポール・ピアソール、河出書房新社） 1998.9
- 『わが友、すばらしきオペラの芸術家たち』（スカイラー・チェイピン、フジテレビ出版） 1998.10
- 『スイートな生活 安らぎと知恵の手引書』（ジャン・ミッチェル、早川書房） 1998.11
- 『心臓の暗号』（ポール・ピアソール、角川書店） 1999.9
- 『人はなぜ迷信を信じるのか 思いこみの心理学』（スチュアート・A・ヴァイス、朝日新聞社） 1999.6
- 『ニューヨーク』（マイケル・S・ダラム、日経ナショナルジオグラフィック社、ナショナルジオグラフィック海外旅行ガイド） 2000.4
- 『ヒトに最も近い類人猿ボノボ』（フランス・ドゥ・ヴァール、TBSブリタニカ） 2000.8
- 『フルトヴェングラー グレート・レコーディングズ』（ジョン・アードイン、音楽之友社） 2000.12
- 『陪審員』（ローラ・ヴァン・ウォーマー、ハーレクイン、Mira文庫） 2001.9
- 『アインシュタインをトランクに乗せて』（マイケル・パタニティ、ソニー・マガジンズ） 2002.6
- 『グレン・グールド ア・ライフ・イン・ピクチャーズ』（グレン・グールド・エステート、ソニー・マガジンズ） 2002.11
- 『一緒に仕事をしたくない「あの人」の心理分析』（ジェームズ・ウォルドループ、ティモシー・バトラー、飛鳥新社） 2002.7
- 『サルとすし職人 <文化>と動物の行動学』（フランス・ドゥ・ヴァール、西田利貞共訳、原書房） 2002.12
- 『愛の素 ベスト・パートナーを見つけるために』（ジャン・ミッチェル、早川書房） 2002.2
- 『なぜ数学が「得意な人」と「苦手な人」がいるのか』（ブライアン・バターワース、主婦の友社） 2002.1
- 『戦争に勝ってはいけない本当の理由 白旗原理主義あるいは「負けるが勝ち」の構造』（シモン・ツァバル、バジリコ） 2003.8
- 『自分らしく生きているかい?』（アンドリュー・マシューズ、主婦の友社） 2004.8
- 『百禁書 聖書からロリータ、ライ麦畑でつかまえてまで』（ニコラス・J・キャロライズ、マーガレット・ボールド、ドーン・B・ソーヴァ、野坂史枝共訳、青山出版社） 2004.2
- 『スパイ的思考のススメ』（ジャック・バース、日経ナショナルジオグラフィック社） 2004.12
- 『動物の親子 ナショナルジオグラフィック』（アンジェラ・セレナ・イルドス、日経ナショナルジオグラフィック社、Cube-book） 2005.10
- 『あなたのなかのサル 霊長類学者が明かす「人間らしさ」の起源』（フランス・ドゥ・ヴァール、早川書房） 2005.12
- 『ナポレオンと言語学者 ロゼッタストーンが導いた天才たちの運命 』（ダニエル・メイヤーソン、河出書房新社） 2005.3
- 『セレンディピティ 幸運を生むタマゴ』（ボー・ピーボディ、ソニー・マガジンズ） 2005.3
- 『胎内で成人病は始まっている 母親の正しい食生活が子どもを未来の病気から守る』（デイヴィッド・バーカー、ソニー・マガジンズ） 2005.4
- 『世界の宗教 信仰の歴史と聖地への旅 ナショナルジオグラフィック』（スーザン・タイラー・ヒッチコック、ジョン・L・エスポズィート、尾澤和幸編、田辺久美江、村田綾子、佐藤利恵、関利枝子、北村京子、木下幸子共訳、日経ナショナルジオグラフィック社） 2005.6
- 『クビ男  IT業界でリストラされた男を成功に導いた11の法則』（マーク・フィッシャー、アスコム） 2005.12
- 『負ける!やめる!あきらめる! 希望を捨てたら幸せが見えてきた』（ポール・ピアソール、光文社） 2006.3
- 『本音は顔に書いてある 〈言葉の嘘〉と〈しぐさの本音〉の見分け方』（アラン＆バーバラ・ピーズ、主婦の友社） 2006.4
- 『イヌの世界 ナショナルジオグラフィック』（ヴィト・ブオノ、稲葉稔、尾澤和幸編、村田綾子、佐藤利恵共訳、日経ナショナルジオグラフィック社、Cube-book） 2006.4
- 『原典ユダの福音書』（ロドルフ・カッセル、マービン・マイヤー、グレゴール・ウルスト、バート・D・アーマン編著、尾澤和幸、稲葉稔編、高原栄監修、田辺喜久子,村田綾子、花田知恵、金子周介、関利枝子共訳、日経ナショナルジオグラフィック社） 2006.6
- 『ユダの福音書 イエスと"裏切り者"の密約』（マービン・マイヤー、ロドルフ・カッセル、グレゴール・ウルスト、アンドリュー・コックバーン、田辺希久子共訳、日経ナショナルジオグラフィック社） 2006.7
- 『イエスが愛した聖女 マグダラのマリア』（マービン・マイヤー、村田綾子共訳、日経ナショナルジオグラフィック社） 2006.12
- 『女友だちは自分を映す鏡です』（アネット・アンチャイルド、講談社） 2007.2
- 『北極のナヌー』（リンダ・ウルバートン、モス・リチャーズ、クリスティン・ゴア、ドナリ・フィフィールド、日経ナショナルジオグラフィック社） 2007.9
- 『写真と地図で愉しむ世界一周夢の旅図鑑』（ジョン・マン、クリス・シュラー、ジェフリー・ロイ、ナイジェル・ロジャーズ、メアリー・アン・ギャラガー、村田綾子共訳、日経ナショナルジオグラフィック社） 2007.9
- 『ブロンド美女の作り方 空想を実現する最先端テクノロジー』（スー・ネルソン、リチャード・ホリンガム、バジリコ） 2007.4
- 『世界最高額の切手「ブルー・モーリシャス」を探せ! コレクターが追い求める「幻の切手」の数奇な運命』（ヘレン・モーガン、光文社） 2007.12
- 『いつかは行きたい一生に一度だけの旅 best500』（尾澤和幸、稲葉稔編、村田綾子、佐藤利恵、北村京子、関利枝子共訳、日経ナショナルジオグラフィック社） 2007.12
- 『記憶力をのばしたい!』（キャスリン・ジェイコブソン・ラミン、講談社） 2008.7
- 『メイキング・タイム 時間の流れをコントロール』（スティーヴ・テイラー、DHC） 2008.10
- 『地図と写真で読む聖書の世界』（ジャン・ピエール・イスブ、尾澤和幸共訳、日経ナショナルジオグラフィック社） 2008.10
- 『古代エジプト ツタンカーメンと新王国時代』（A・R・ウィリアムズ、ケント・R・ウィークス、ボリス・ワイントローブ、リック・ゴア、尾澤和幸、杉浦茂樹共訳、日経ナショナルジオグラフィック社） 2008.12
- 『心に響く世界 best500 一生に一度だけの旅』（大塚茂夫、藤原隆雄、大島善徳編、花田知恵共訳、日経ナショナルジオグラフィック社） 2008.12
- 『アレクサンドリアの興亡 現代社会の知と科学技術はここから始まった』（ジャスティン・ポラード、ハワード・リード、主婦の友社） 2009.1
- 『ダ・ヴィンチ 芸術と科学の生涯』（ビューレント・アータレイ、キース・ワムズリー、日経ナショナルジオグラフィック社） 2009.7
- 『ビジュアル類人猿 最新研究が明かす生態と未来』（デズモンド・モリス、スティーブ・パーカー、日経ナショナルジオグラフィック社） 2010.2
- 『大恐慌!』（スタッズ・ターケル、小林等、高橋早苗、忠平美幸、矢羽野薫共訳、作品社） 2010.8
- 『シンプルに生きるための人生整理法』（ポール・ウィルソン、河出書房新社） 2011
- 『ディズニー大学』ダグ・リップ [著],アルファポリス、2014.1
- 『地元の人しか知らない素敵な場所』 (NATIONAL GEOGRAPHIC. 一生に一度だけの旅discover)ナショナルジオグラフィックトラベラー 編, 日経ナショナルジオグラフィック社、2014.6
- 『〈わたし〉はどこにあるのか ガザニガ脳科学講義』マイケル・S・ガザニガ[著], 紀伊國屋書店、2014.9
- 『逆転! 強敵や逆境に勝てる秘密』マルコム・グラッドウェル 著,講談社、2014.9
- 『世界の四季 ベストシーズンを楽しむ』(NATIONAL GEOGRAPHIC. 一生に一度だけの旅discover)マーク・ベイカー 他著, 日経ナショナルジオグラフィック社、2014.11
- 『NATIONAL GEOGRAPHIC THE COVERS表紙デザイン全記録』(NATIONAL GEOGRAPHIC)マーク・コリンズ・ジェンキンス 著, 日経ナショナルジオグラフィック社、2015.3
- 『原子力支援 「原子力の平和利用」がなぜ世界に核兵器を拡散させたか』マシュー・ファーマン 著, 太田出版、2015.7
- 『世界科学史大年表 ビジュアル版』ロバート・ウィンストン 編, 荒俣宏 日本語版監修,柊風舎,2015.8
- 『1日15分、「日なたぼっこ」するだけで健康になれる 太陽の恵みビタミンDが、太らない!がんに負けない!病気にならない!身体をつくる』リチャード・ホブデイ 著, シャスタインターナショナル

、2015.9
- 『ザ・カリスマドッグトレーナーシーザー・ミランの犬と幸せに暮らす方法55』 (NATIONAL GEOGRAPHIC)シーザー・ミラン 著,日経ナショナルジオグラフィック社、2015.9
- 『外来種は本当に悪者か? 新しい野生THE NEW WILD』フレッド・ピアス 著,草思社、2016.7　のち文庫
- 『悪癖の科学 その隠れた効用をめぐる実験』リチャード・スティーヴンズ [著],紀伊國屋書店、2016.9
- 『動物の親子 復刻版』 (NATIONAL GEOGRAPHIC. [CUBE BOOK])アンジェラ・セレナ・イルドス 著,日経ナショナルジオグラフィック社、2016.12
- 『定年の後をしあわせに生きる リタイアの心理学』 (NATIONAL GEOGRAPHIC)ケネス・S・シュルツ 監修, 日経ナショナルジオグラフィック社、2017.1
- 『図解話を聞かない男、地図が読めない女』アラン・ピーズ, バーバラ・ピーズ 著,高倉みどり マンガ、主婦の友社、2017.6
- 『ザ・カリスマドッグトレーナーシーザー・ミランの犬が教えてくれる大切なこと』(NATIONAL GEOGRAPHIC)シーザー・ミラン, メリッサ・ジョー・ペルティエ 著,日経ナショナルジオグラフィック社、2017.9
- 『私はすでに死んでいる ゆがんだ〈自己〉を生みだす脳』アニル・アナンサスワーミー [著],紀伊國屋書店、2018.2
- 『義足でダンス 両足切断から始まった人生の旅』エイミー・パーディ, ミシェル・バーフォード 著, 辰巳出版、2018.3
- 『鳥の箱舟 絶滅から動物を守る撮影プロジェクト』 (NATIONAL GEOGRAPHIC)ジョエル・サートレイ 写真, ノア・ストリッカー 文, 川上和人 日本語版監修,日経ナショナルジオグラフィック社、2018.5
- 『100歳の美しい脳 アルツハイマー病解明に手をさしのべた修道女たち』デヴィッド・スノウドン 著, DHC、2018.7
- 『私を美しく変えるクローゼットのつくり方』ジェニファー・バウムガートナー 著, 草思社、2018.9
- 『レッド・アトラス 恐るべきソ連の世界地図』 (NATIONAL GEOGRAPHIC)ジョン・デイビス, アレクサンダー・J・ケント 著, 日経ナショナルジオグラフィック社、2019.3
- 『求むマエストロ。瓦礫の国の少女より イラク・ナショナル・ユース・オーケストラの冒険』ポール・マカランダン 著,アルテスパブリッシング、2019.5
- 『地球に住めなくなる日 「気候崩壊」の避けられない真実』デイビッド・ウォレス・ウェルズ 著, NHK出版、2020.3
- 『なぜ、「あんな男」ばかりがリーダーになるのか 傲慢と過信が評価される組織心理』トマス・チャモロ=プリミュジック 著,実業之日本社、2020.5
- 『コスモス いくつもの世界』 (NATIONAL GEOGRAPHIC)アン・ドルーヤン 著, 臼田-佐藤功美子 日本語版監修、日経ナショナルジオグラフィック社、2020.5
- 『地図の博物図鑑』(NATIONAL GEOGRAPHIC)ベッツィ・メイソン, グレッグ・ミラー 著,日経ナショナルジオグラフィック社、2020.8
- 『消えゆく動物 絶滅から動物を守る撮影プロジェクト』(NATIONAL GEOGRAPHIC)ジョエル・サートレイ 写真・著, 日経ナショナルジオグラフィック社、2020.9
- 『夢を見るとき脳は 睡眠と夢の謎に迫る科学』アントニオ・ザドラ, ロバート・スティックゴールド [著],紀伊國屋書店、2021.9
- 『MAGNUM DOGS マグナムが撮った犬』マグナム・フォト 著,日経ナショナルジオグラフィック社、2021.11
- 『オオカミの知恵と愛 ソートゥース・パックと暮らしたかけがえのない日々』(NATIONAL GEOGRAPHIC)ジム・ダッチャー, ジェイミー・ダッチャー 著, 日経ナショナルジオグラフィック社、2022.2
- 『医療革命 あなたの命を守る未来の技術』(日経BPムック. ナショナルジオグラフィック別冊)伊藤和子,鍋倉僚介共訳 日経ナショナルジオグラフィック 2022.7
- 『ツタンカーメン100年 ナショジオが伝えてきた少年王の素顔 王墓発見100周年記念特別編集』 (日経BPムック)河江肖剰監修, 片山美佳子,伊藤和子共訳　日経ナショナルジオグラフィック、2022.12
- 『地獄遊覧 地獄と天国の想像図・地図・宗教画』(NATIONAL GEOGRAPHIC)エドワード・ブルック=ヒッチング 著, 日経ナショナルジオグラフィック、2023.3
- 『古代エジプトの女王 王座で新しい役割を果たした6人の物語』(NATIONAL GEOGRAPHIC)カーラ・クーニー著,河江肖剰 日本語版監修・解説　日経ナショナルジオグラフィック 2023.3
- 『南極アトラス 最新の地図とデータで見る過去・現在・未来』ピーター・フレットウェル 著, 渡邉研太郎 日本語版監修,柊風舎、2023.10
- 『世界奇想美術館 異端・怪作・贋作でめぐる裏の美術史』エドワード・ブルック=ヒッチング 著,田中久美子 日本語版監修　日経ナショナルジオグラフィック、2023.11

### 「脳」関係
- 『犯罪に向かう脳 人を犯罪にかきたてるもの』（アン・モア、デビッド・ジェセル、原書房） 1997.11
- 『脳と心の地形図 思考・感情・意識の深淵に向かって』（リタ・カーター、原書房） 1999.12
- 『話を聞かない男、地図が読めない女 男脳・女脳が「謎」を解く』（アラン＆バーバラ・ピーズ、主婦の友社） 2000.4
- 『言葉でわかる『話を聞かない男、地図が読めない女』のすれ違い』（アラン＆バーバラ・ピーズ、主婦の友社） 2001.10
- 『パパの脳が壊れちゃった ある脳外傷患者とその家族の物語』（キャシー・クリミンス、原書房） 2001.11
- 『ヒトはなぜ人生の3分の1も眠るのか? 脳と体がよみがえる!「睡眠学」のABC』（ウィリアム・C・デメント、講談社） 2002.7
- 『右脳は天才?それとも野獣?』（ロバート・オーンスタイン、朝日新聞社） 2002.3
- 『嘘つき男と泣き虫女』（アラン＆バーバラ・ピーズ、主婦の友社） 2003.3
- 『脳と意識の地形図』（リタ・カーター、原書房、脳と心の地形図） 2003.12
- 『100歳の美しい脳 アルツハイマー病解明に手をさしのべた修道女たち』（デヴィッド・スノウドン、DHC） 2004.6
- 『子どもの脳はこんなにたいへん! キレる10代を理解するために』（バーバラ・ストローチ、早川書房） 2004.1
- 『だからすれ違う、女心と男脳 悩んだときの「オトコ取り扱い説明書」』（マイケル・グリアン、講談社） 2005.2
- 『「男と女の謎を解く」実践ガイドブック 話を聞かない男、地図が読めない女』（アラン＆バーバラ・ピーズ、主婦の友社） 2005.12
- 『老いて賢くなる脳』（エルコノン・ゴールドバーグ、日本放送出版協会） 2006.10
- 『脳科学者たちが読み解く脳のしくみ  3ポンドの謎』（シャノン・モフェット、日経BP社） 2009.12
- 『ほら、あの「アレ」は…なんだっけ? 私の記憶はどこ行った?』（マーサ・W・リア、講談社） 2010.4
- 『セックスしたがる男、愛を求める女 脳科学で真実を明らかにする』（アラン＆バーバラ・ピーズ、主婦の友社） 2010.8
- 『<わたし>はどこにあるのか ガザニガ脳科学講義』（マイケル・S・ガザニガ、紀伊国屋書店） 2014.9